# Home.Finance.Ua
Home.Finance.Ua (ранее — borjomy.com.ua) — интернет-сервис для ведения и учета личных и семейных финансов, домашней бухгалтерии. В системе реализован базовая учётная и аналитическая функциональность: учёт доходов и расходов, планирование бюджета, расчет остатков на счетах. Вся аналитическая информация может быть представлена в виде таблиц, диаграмм и Excel-файлов. Поддерживается внесение операций по SMS.
Локализация выполнена на русский и украинский языки.
К системе прилагается расширенная документация и набор обучающих видеоуроков.

## Функциональные возможности
- Графический интерфейс пользователя
- Мультивалютный учёт с использованием ежедневных курсов обмена наличных валют
- Категории расходов и доходов
- Финансовый учёт по бюджетным периодам с изменяемой датой начала периодов
- Планирование расходов и доходов по категориям
- Планирование операций
- Напоминания о запланированных операциях на email
- Экспорт в Excel
- Внесение операций по SMS
- Смена даты актуальности учёта
- «Финансовые цели»
- Многопользовательский доступ с разными правами пользователей
- Контроперации (сторно)
- Недельная, месячная и квартальная бюджетные сетки
- Доступ по HTTPS